# Enfermedad congénita
Una enfermedad congénita es aquella que se manifiesta desde antes del nacimiento, ya sea producida por un trastorno ocurrido durante el desarrollo embrionario,  o como consecuencia de un defecto hereditario. 
Las exposiciones a productos químicos en el medio ambiente pueden perjudicar la función reproductiva humana de muchas maneras. Los sistemas reproductivos masculinos y femeninos son importantes sistemas de órganos, los cuales son sensibles a numerosos agentes químicos y físicos. La amplia gama de resultados reproductivos adversos incluye una reducción en la fertilidad, abortos espontáneos, bajo peso al nacer, malformaciones y deficiencias del desarrollo.

## Tasa de ocurrencia

### Relación de las anomalías congénitas con el sexo
Muchos estudios han encontrado que la frecuencia de aparición de ciertas malformaciones congénitas depende del sexo del niño (tabla).
Por ejemplo, la estenosis pilórica ocurre más a menudo en varones, mientras que la luxación congénita de cadera es de cuatro a cinco veces más probable en mujeres. Entre los niños con un riñón, hay aproximadamente el doble de hombres, mientras que entre los niños con tres riñones hay aproximadamente 2,5 veces más mujeres. El mismo patrón se observa entre los bebés con un número excesivo de costillas, vértebras, dientes y otros órganos que en un proceso de evolución han sufrido reducción, entre ellos hay más mujeres. La anencefalia se produce con aproximadamente el doble de frecuencia en las mujeres. La cantidad de niños que nacen con 6 dedos es dos veces mayor que la cantidad de niñas.
Alrededor del 3% de los recién nacidos tienen una "anomalía física importante", lo que significa una anomalía física que tiene un significado cosmético o funcional. Las anomalías congénitas físicas son la principal causa de mortalidad infantil en los Estados Unidos, y representan más del 20% de todas las muertes infantiles. De siete a diez por ciento de todos los niños [cita requerida] requerirá atención médica extensa para diagnosticar o tratar un defecto congénito.
| Anomalía congénita                                  | Proporción de sexos, ♂♂:♀♀                   |
| --------------------------------------------------- | -------------------------------------------- |
| Defectos con predominio del sexo femenino           |                                              |
| Dislocación congénita de cadera                     | 1 : 5.2;[9] 1 : 5;[10] 1 : 8;[6] 1 : 3.7[11] |
| Paladar hendido                                     | 1 : 3                                        |
| Anencefalia                                         | 1 : 1.9;[12] 1 : 2[7]                        |
| Craniocele                                          | 1 : 1.8[12]                                  |
| Aplasia pulmonar                                    | 1 : 1.51[12]                                 |
| Hernia espinal                                      | 1 : 1.4[12]                                  |
| Divertículo del esófago                             | 1 : 1.4[12]                                  |
| Estómago                                            | 1 : 1.4[12]                                  |
| Defectos con predominio del sexo masculino          |                                              |
| Los divertículos del colon                          | 1.5 : 1[12]                                  |
| Atresia anal                                        | 1.5 : 1[12]                                  |
| Agenesia renal unilateral                           | 2 : 1[12]                                    |
| Agenesia renal bilateral                            | 2.6 : 1[12]                                  |
| Schistocystis                                       | 2 : 1[12]                                    |
| Labio leporino                                      | 2 : 1                                        |
| Las anomalías congénitas del aparato genitourinario | 2.7 : 1[6]                                   |
| Estenosis pilórica                                  | 5 : 1; 5.4 : 1[6]                            |
| Divertículo de Meckel                               | Más común en los niños[12]                   |
| Enfermedad de Hirschsprung                          | Más común en los niños[12]                   |
| Defectos neutros                                    |                                              |
| La hipoplasia de la tibia y fémur                   | 1 : 1.2[12]                                  |
| Espina bífida                                       | 1 : 1.2[11]                                  |
| Microcefalia                                        | 1 : 1.2[11]                                  |
| Hidrocefalia                                        | 1 : 1.2[11]                                  |
| Atresia de intestino delgado                        | 1 : 1[12]                                    |
| Atresia esofágica                                   | 1.3 : 1[12]                                  |
| Todos los defectos                                  | 1.22 : 1;[13] 1.29 : 1[6]                    |
- Datos[6] obtenidos en gemelos del sexo opuesto. ** - Los datos[11] se obtuvieron en el período 1983-1994.

P. M. Rajewski y A. L. Sherman (1976) han analizado la frecuencia de las anomalías congénitas en relación con el sistema del organismo. La prevalencia de hombres se registró para las anomalías de órganos y sistemas filogenéticamente más jóvenes.
Con respecto a una etiología, las distinciones sexuales pueden dividirse en aparecer antes y después de la diferenciación de las gónadas masculinas durante el desarrollo embrionario, que comienza a partir de la decimoctava semana. El nivel de testosterona en los embriones masculinos aumenta considerablemente. Las subsecuentes distinciones fisiológicas y hormonales de embriones masculinos y femeninos pueden explicar algunas diferencias sexuales en la frecuencia de defectos congénitos. Es difícil explicar las diferencias observadas en la frecuencia de defectos de nacimiento entre los sexos por los detalles de las funciones reproductivas o la influencia de los factores ambientales y sociales.

## Lista de enfermedades congénitas
- Escápula elevada
- Secuestro broncopulmonar
- Síndrome de Poland
- Síndrome de Ho Kaufman Mcalister
- Enfermedades genéticas
- Síndrome del ácido valproico fetal
- Tritanomalía
- Síndrome de hendidura facial de Malpuech